# Вельтищев, Николай Фёдорович
Николай Федорович Вельтищев (1937—2012) — российский учёный-метеоролог, доктор физико-математических наук, профессор.

## Биография
Родился 15 апреля 1937 года в Орехово-Зуеве в семье врача-офтальмолога. В 1954 году окончил школу № 1 с серебряной медалью, затем в 1959 году — географический факультет МГУ.
С 1959 года работал в Гидрометцентре, пройдя путь от младшего научного сотрудника до заместителя директора по научной работе.
В 1965 году защитил кандидатскую диссертацию, в 1980 — докторскую. В 1987 году ему было присвоено звание профессора.
С 1992 по 2004 год — профессор кафедры метеорологии и климатологии МГУ. С 2004 года вновь работал в Гидрометцентре.
Скончался 6 марта 2012 года в Москве.
Был женат. Сын — Николай (1962—2019).

## Научные интересы
Спутниковая метеорология, численный краткосрочный прогноз погоды, мезометеорология.

## Научные труды
- Мезометеорологические процессы : учебное пособие / Н. Ф. Вельтищев, В. М. Степаненко ; МГУ им. М. В. Ломоносова. — М.: Географический факультет МГУ, 2007. — 126 с.: ил. — ISBN 978-5-89575-118-3.
- Дистанционные методы измерений в гидрометеорологии : учебное пособие / Н. Ф. Вельтищев, Б. А. Семенченко ; МГУ, Географический факультет. — М.: Изд-во Московского университета, 2005. — 129 с.: ил.; 21 см.